# Moritz Stahl (Saxophonist)

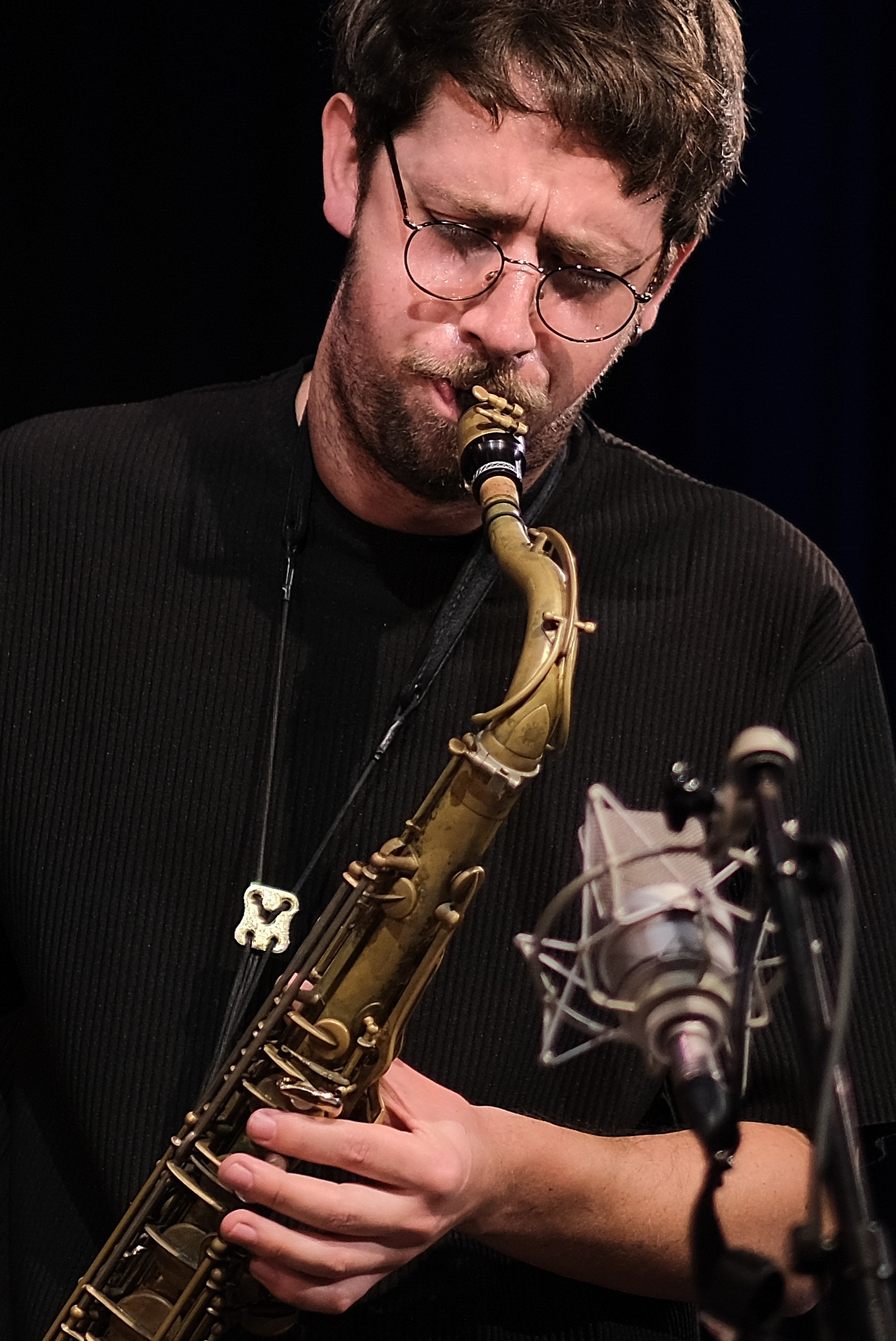
Moritz Stahl (2022)

Moritz Stahl (* 7. August 1991 in Augsburg) ist ein deutscher Jazzsaxophonist.

## Leben und Wirken
Stahl kam bereits als kleines Kind mit Musik in Berührung; er lernte früh Saxophon. Im Alter von 16 Jahren wurde er Mitglied des Landesjugendjazzorchester Bayern unter Leitung von Harald Rüschenbaum. Im Jahr 2011 begann er ein Instrumentalstudium bei Florian Trübsbach an der Hochschule für Musik und Theater München. Neben seinem Studium nahm er Privatunterricht bei Seamus Blake, Peter Weniger und Paul Heller. 2014 und 2015 war er Mitglied im Bundesjazzorchester unter der Leitung von Jiggs Whigham und Niels Klein. Seit Oktober 2018 studierte er Komposition bei Christian Elsässer und Gregor Hübner.
Stahl arbeitete mit Musikern wie John Hollenbeck, Aaron Parks, Tim Hagans, Alan Broadbent, Henning Sieverts, Manfred Schoof, Tia Fuller, Bastian Jütte und Richie Beirach. Er ist einer der Gründer des elektronischen Jazzquintetts Ark Noir (mit Tilman Brandl, Marco Dufner, Sam Hylton und Robin Jermer). Mit Ark Noir veröffentlichte er 2019 dessen Debütalbum Tunnel Visions, das von Kritik und Publikum positiv aufgenommen wurde (u. a. erhielt das Album 4 von 5 Sternen im Rolling Stone). Mit Christian Lettner und Peter Cudek bildete er ein kollaboratives Trio. 2022 gründete er ein eigenes Quintett.
Außerdem ist Stahl Mitglied der Jazzrausch Bigband, der Quartette von Luca Zambito und Philipp Schiepek und des Trios von Fiona Grond (Interspaces). Weiterhin gehört er zur Band des Saxophonisten und Produzenten Ralph Heidel. Er war auf Tourneen in den USA, China, Russland, Kenia, Ecuador, Portugal, Sizilien, Vietnam, Malaysia, Indonesien, Philippinen, Österreich und der Schweiz. Er ist zudem auf Alben des Bundesjazzorchesters, von Enji und des Leo Betzl Trio zu hören.

## Preise und Auszeichnungen
Stahl erhielt 2017 den Kurt Maas Jazz Award mit einem Stipendium für einen Sommeraufenthalt am Berklee College of Music. Im selben Jahr wurde er mit dem Bayerischen Kunstförderpreis in der Sparte Musik und Tanz ausgezeichnet. Mit dem Quartett von Luca Zambito errang er den Jungen Münchner Jazzpreis 2021. 2022 wurde ihm ein BMW Welt Young Artist Jazz Award verliehen. 2024 mit dem Musikstipendium der Stadt München.

## Diskographische Hinweise
- Endern: free/transcript (Boomslang Records, 2024, mit Sebastian Pfeifer und Sebastian Wolfgruber)[9]
- Moritz Stahl Quintett Traumsequenz (Unit Records, 2024, mit Philipp Schiepek, Julius Windisch, Lorenz Heigenhuber, Leif Berger)[10]

weitere
- Ark Noir: Tunnel Visions (Enja, 2019)[11]
- Jazzrausch Bigband: Emergenz (ACT Music, 2022)
- Ark Noir: See You on the Other Side (Enja, 2022)[12]
- Luca Zambito Quartett: Ancestry (Unit Records, 2023)[13]
- Fiona Grond: Poesias (ACT Music, 2023)